# Ekonomiskt råd
Ekonomiskt råd är i Sverige en titel på en utlandsstationerad tjänsteman vid finansdepartementet. Titeln kan jämföras med ambassadråd (utsänd från UD), rättsråd (utsänd från justitiedepartementet), lantbruksråd, energiråd, atområd, miljöråd, kulturråd, etc. Ekonomiskt råd ska inte blandas ihop med finansråd, vilken är en titel som bärs av avdelningschefer vid finansdepartementet.